# Christoph Gruner
Christoph Gruner (* 21. Dezember 1551 oder 23. Oktober 1557 in Neustädtel; † 20. Juni 1606 in Eisleben) war ein deutscher lutherischer Theologe.

## Leben
Der Sohn des Bäckers und Ratsherrn Philipp Gruner und dessen Frau Agnes Breunling hatte bis ins zwölfte Lebensjahr die Schule seiner Vaterstadt besucht. Am 17. März 1570 setzte er seine Ausbildung in Erfurt fort. Zudem ging er auch nach Halle, nach Barby und nach Frankfurt (Oder), wo er in die Matrikel der Hochschule eingeschrieben wurde. 1591 wurde er Famulus beim brandenburgischen Hofprediger Lic. Paul Musculus und erhielt von dessen Bruder D. Andreas Musculus ein Abgangszeugnis. Nachdem er in Eisleben seine Ausbildung fortgesetzt hatte, bezog er die Universität Leipzig, wo er das Bakkalaurat und 1581 den Magistergrad der philosophischen Wissenschaften erwarb.
1581 ging er als Lehrer an die kurfürstliche sächsische Landesschule Pforta, die damals unter der Leitung des Rektors Jakob Lindner stand. 1586 wurde er als dritter Diakon an die Wittenberger Stadtkirche berufen und von Polykarp Leyser d. Ä. am 10. April ordiniert. In Wittenberg hatte er nach seiner Immatrikulation an der Universität Wittenberg am 13. April 1586 Privatvorlesungen gehalten, wobei eine Anzahl von 18 Disputationen nachzuweisen ist. Diese setzten sich mit der Auslegung von Philipp Melanchthons Loci theologici und den Erläuterungen des Konkordienbuches auseinander. Mit dem Auftreten des Kryptokalvinisten Urban Pierius änderte sich seine Situation. Dieser entließ ihn wegen theologischer Differenzen aus seiner Stellung bzw. wegen Verstößen gegen das kurfürstlich-sächsische Mandat von 1588.
Nachdem er 18 Wochen ohne Dienstverhältnis war, berief ihn am 11. Oktober 1592 der Rat der Stadt Königsberg als Pastor der Altstädtische Kirche. Nachdem er am 15. Mai 1593 an der Universität Jena gemeinsam mit dem späteren Generalsuperintendenten von Weimar Anton Probus und dem späteren Superintendenten von Altenburg Johann Josua Löner zum Doktor der Theologie promoviert wurde, übernahm er in Königsberg die theologische Professur der hebräischen Sprache. Damit verbunden hatte er einen Sitz im akademischen Senat erhalten, war Mitglied des samländischen Konsistoriums und hatte sich 1595 als Rektor der Alma Mater auch an deren organisatorischen Aufgaben beteiligt.
1598 geriet er in einen Streit mit dem Rat der Stadt Königsberg, woraufhin er seine Stellung verlor. 1600 erhielt er eine Berufung als Generalsuperintendent in Eisleben, welche Aufgabe er 1601 übernahm. In Eisleben hatte er viele Predigten ausgearbeitet, die auch im Druck erschienen. Ebenso seine Erklärungen zu den biblischen Büchern. Zudem hat er sich an ordnenden Maßnahmen des Schuldienstes beteiligt. Nachdem er am 16. Juni 1606 einen Herzschlag erlitten hatte, verstarb er in seinem neunundvierzigsten Lebensjahr. Sein Leichnam wurde am 22. Juni in der Pfarrkirche St. Andreas begraben.

## Familie
Er hatte am 31. Mai 1586 in Wittenberg Katharina, Tochter des damaligen Gerichtsverwalters in Schulpforta und späteren Stadtrichters in Naumburg, verheiratet. Aus der Ehe stammten 10 Kinder, wovon drei Söhne und drei Töchter den Vater überlebten. Bekannt sind die Kinder:
- Valentin Gruner (* 21. August 1587 in Wittenberg); immatr. 30. Oktober 1606 UWB, Mag. phil. 5. April 1609 ebd., Pfarrer in Fienstedt
- Regina Gruner (* 5. Januar 1589 in Wittenberg) verheiratet mit Pfarrer in Eichenbarleben Jodocus Wachsmuth
- Gerson Gruner
- Agnes verh. mit dem Pfarrer in Eichenbarleben Albinus Nitzschke